# Kozlu, Zonguldak

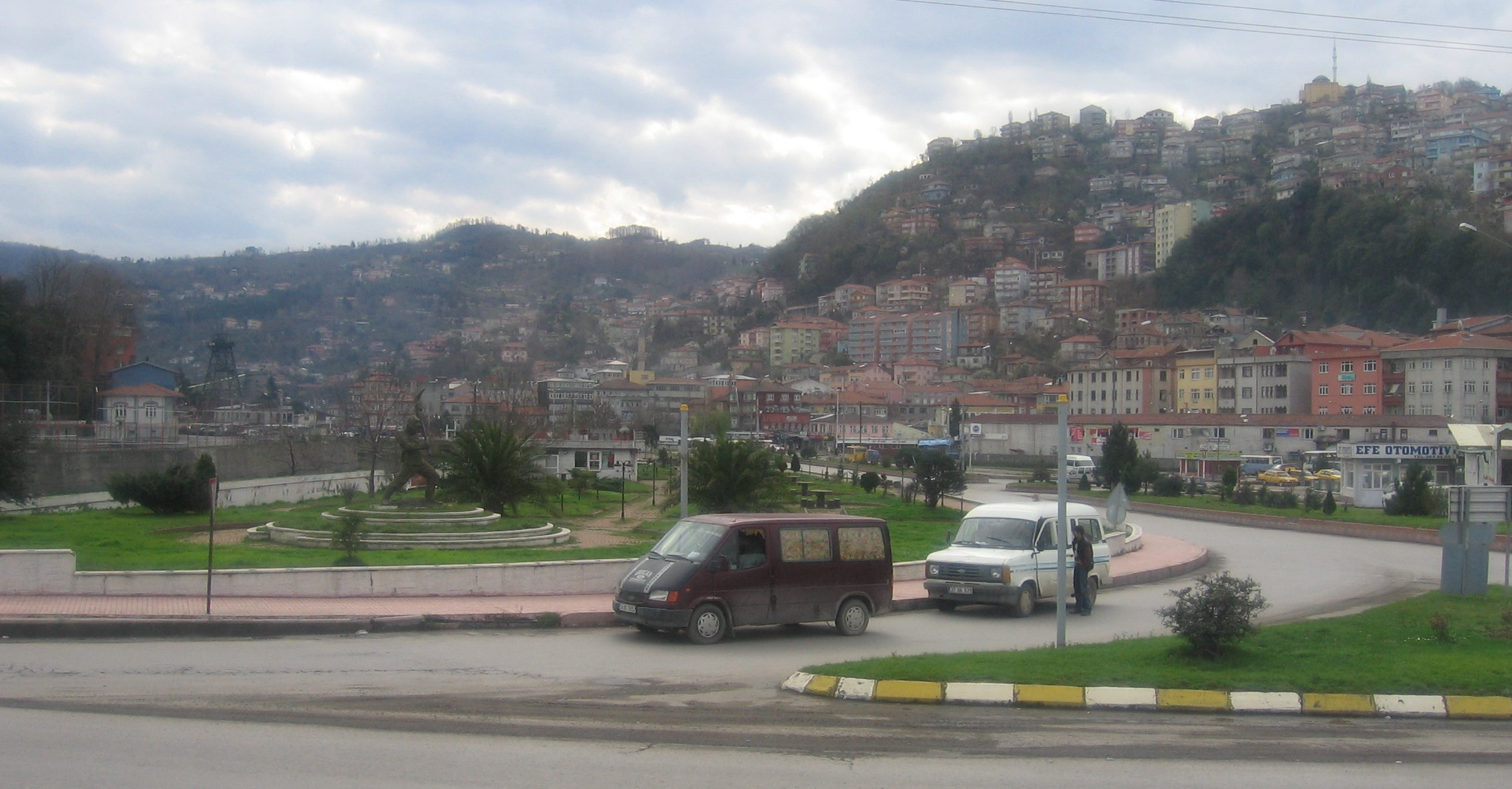
A view of Kozlu

Kozlu là một xã thuộc huyện Zonguldak, tỉnh Zonguldak, Thổ Nhĩ Kỳ. Dân số thời điểm năm 2011 là 35011 người.